# Karlskrona kommun
Karlskrona kommun är en kommun i Blekinge län. Centralort är länets residensstad, Karlskrona.
Det Småländska höglandet fortsätter in i Karlskrona kommun och präglar kommunens naturlandskap. Det avslutas för vid kusten där en säregen skärgård tar vid. I början av 2020-talet stod tjänste- och servicenäringar för en stor del av sysselsättningen i kommunen. Centralorten har växt och blivit en betydande handelsstad. Även turismen var en ny och växande näring i början av 2020-talet. 
Sedan kommunen bildades 1971 har befolkningstrenden, med undantag för några år på 1980-talet, varit positiv. Socialdemokraterna har varit största parti i samtliga val. Mandatperioden 2022–2026 styrs dock kommunen av Karlskrona-alliansen, bestående av Sverigedemokraterna, Moderaterna, Kristdemokraterna och Liberalerna.

## Administrativ historik
Kommunens område motsvarar socknarna: Aspö (från 1888), Augerum, Fridlevstad, Hasslö (från 1888), Jämjö, Kristianopel, Lyckeby, Lösen, Nättraby, Ramdala, Rödeby, Sillhövda, Sturkö, Tjurkö, Torhamn och Tving. I dessa socknar bildades vid kommunreformen 1862 landskommuner med motsvarande namn, dock ej Aspö, Hasslö och Lyckeby. I området fanns även Karlskrona stad som 1863 bildade en stadskommun. 1870 bröts Eringsboda landskommun ut ur Tvings landskommun. Hasslö och Aspö landskommun bildades den 1 maj 1888 och delades 1926.
Långö municipalsamhälle i Augerums landskommun inrättades 14 februari 1908 och upplöstes vid årsskiftet 1933/1934 då delar av Augerums landskommun uppgick i Karlskrona stad. 
Kristianopels municipalsamhälle i Kristianopels landskommun inrättades 1924 och upplöstes vid årsskiftet 1951/1952 då Kristianopels landskommun uppgick i Jämjö landskommun.
Vid kommunreformen 1952 bildades ett antal storkommuner i området: Fridlevstad (av  de tidigare  kommunerna Fridlevstad och Sillhövda), Jämjö (av Jämjö, Kristianopel och Torhamn), Lyckeby (av Augerum och Lösen) samt Tving (av Eringsboda och Tving).  Samtidigt uppgick landskommunerna Aspö och Tjurkö i Karlskrona stad medan landskommunerna  Hasslö, Nättraby, Ramdala, Rödeby och Sturkö förblev oförändrade.
1963 upphörde Tvings landskommun och delades. Tvings församling fördes till Fridlevstads landskommun medan Eringsboda församling fördes till Kallinge landskommun (numera del av Ronneby kommun). Samtidigt uppgick Sturkö landskommun och Ramdala landskommun i Jämjö landskommun. 1967 införlivades Lyckeby landskommun i Karlskrona stad. 
Karlskrona kommun bildades vid kommunreformen 1971 genom en ombildning av Karlskrona stad. 1974 införlivades kommunerna Hasslö, Nättraby, Jämjö, Rödeby och Fridlevstad.
Kommunen ingick från bildandet till 2001 i Karlskrona domsaga och kommunen ingår sedan 2001 i Blekinge domsaga.

## Geografi
Kommunen utgör den östra delen av landskapet Blekinge och är med sina drygt 1000 kvadratkilometer den största av länets kommuner.
Kommunen gränsar i väster till Ronneby kommun i Blekinge län, samt i norr till Emmaboda och Torsås kommun i Kalmar län (landskapet Småland). I nordöst har kommunen även en maritim gräns till Mörbylånga kommun på Öland i Kalmar län. I söder och öster finns Östersjön med Blekinge skärgård i söder.

### Topografi och hydrografi
Det småländska platålandskapet fortsätter in i Karlskrona kommun och präglar kommunens   naturlandskap. Det avslutas för vid kusten där  en säregen skärgård, med de största öarna längst ut, tar vid. Graniter och gnejser utgör berggrunden i kommunen. Längst i öster är berggrunden överlagrad av sandsten, vilken avsatts under kambrium. Genom berggrunden  löper ett nord–sydligt spricksystem som  utvidgats till dalgångar. Under högsta kustlinjen, cirka 65 m över nuvarande havsnivå, har dalgångarna fyllts med bördiga uppodlade lerjordar. Gran- och tallskogar dominerar i norra Karlskrona medan lummiga lövskogar, ofta med rikligt inslag av präglar  kustbygden och öarna i den inre skärgården. I de väl skyddade havsvikarna finns karakteristiskt stora vassar. I kusttrakten finns strandvallar och klapperstensfält.
Nedan presenteras andelen av den totala ytan 2020 i kommunen jämfört med riket.
|  | Bebyggelse (7,9 %) |

|  | Skog (69,6 %) |

|  | Öppen myrmark (0,8 %) |

|  | Jordbruksmark (14,0 %) |

|  | Övrig mark (7,7 %) |

|  | Bebyggelse (3,1 %) |

|  | Skog (68,0 %) |

|  | Öppen myrmark (7,2 %) |

|  | Jordbruksmark (7,4 %) |

|  | Övrig mark (14,3 %) |

### Naturskydd
År 2022 fanns 28 naturreservat i Karlskrona kommun. Ett exempel på naturreservat I kommunen är Björstorps hage, bildat 1962. Reservatet består av hagmarker med ovanligt rik lundflora. Arter som trivs i området är bland annat svalört, vårlök, slok- och smånunneört, gullpudra, skogsbingel och  Sankt Pers nycklar. Ett annat exempel är Hästholmen-Ytteröns naturreservat. Det bildades 1975 och utgörs av skärgårdsmiljöer. I reservatet, som även är klassat som Natura 2000-område, trivs arter som salttåg, saltgräs, strandkrypa, trift och havssälting. Reservatet rymmer även en av Sveriges sydostligaste våtmarker, Öppenskärsmossen, som är av stort vetenskapligt intresse på grund av det extrema läget.

### Administrativ indelning
Fram till 2016 var kommunen för befolkningsrapportering indelad i 11 församlingar – Aspö, Fridlevstads, Nättraby-Hasslö, Jämjö, Karlskrona stadsförsamling, Kristianopels, Lyckå, Ramdala, Rödeby, Sturkö och Torhamns.

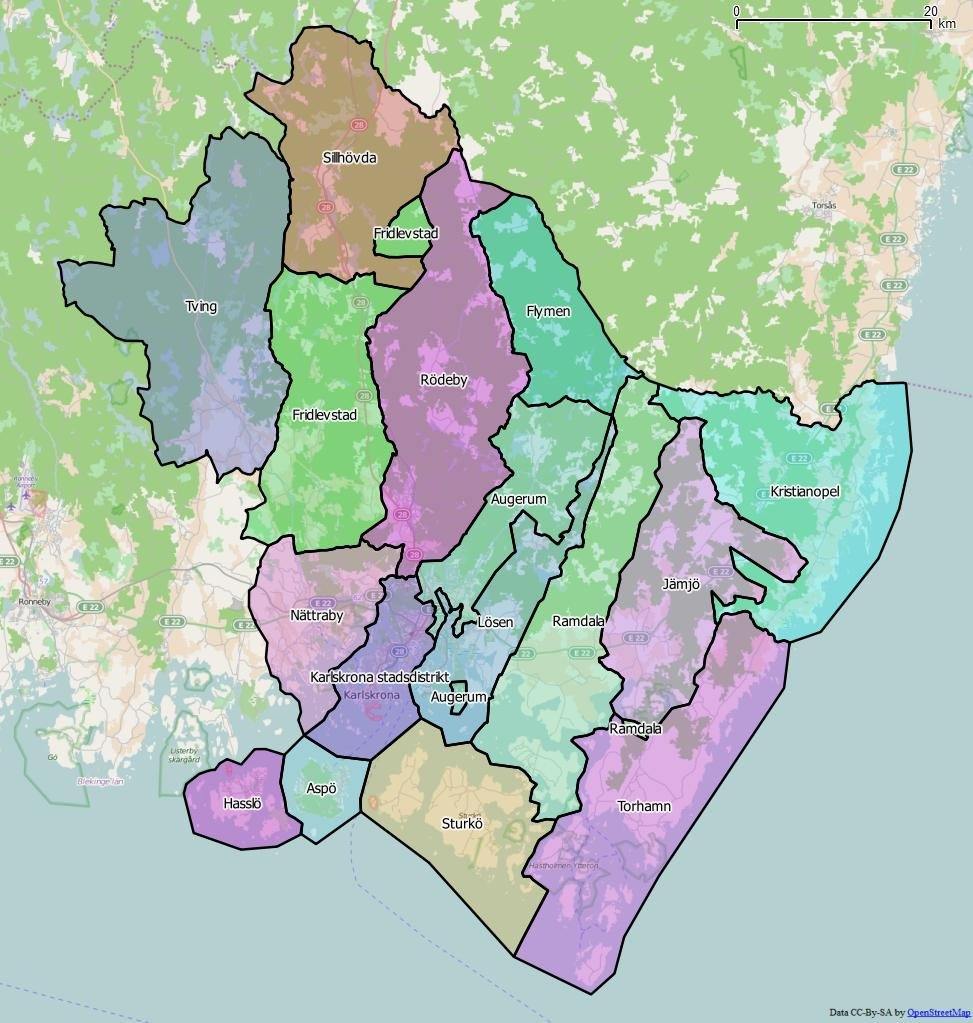
Distrikt inom Karlskrona kommun

Från 2016 indelas kommunen istället i 16 distrikt:
| De 16 distrikten i Karlskrona kommun |
| --- |
| - Aspö - Augerum - Flymen - Fridlevstad - Hasslö - Jämjö - Karlskrona stadsdistrikt - Kristianopel - Lösen - Nättraby - Ramdala - Rödeby - Sillhövda - Sturkö - Torhamn - Tving |

### Tätorter
Det finns 20 tätorter i Karlskrona kommun.
I tabellen presenteras tätorterna i storleksordning per den 31 december 2019.
Centralorten är i fet stil.
| Nr | Tätort                     | Befolkning |
| -- | -------------------------- | ---------- |
| 1  | Karlskrona                 | 37 166     |
| 2  | Rödeby                     | 3 526      |
| 3  | Nättraby                   | 3 270      |
| 4  | Jämjö                      | 2 691      |
| 5  | Hasslö                     | 1 671      |
| 6  | Sturkö                     | 1 360      |
| 7  | Skavkulla och Skillingenäs | 887        |
| 8  | Fridlevstad                | 681        |
| 9  | Torhamn                    | 562        |
| 10 | Tving                      | 550        |
| 11 | Gängletorp                 | 546        |
| 12 | Drottningskär              | 509        |
| 13 | Spjutsbygd                 | 396        |
| 14 | Holmsjö                    | 379        |
| 15 | Fågelmara                  | 376        |
| 16 | Trummenäs                  | 375        |
| 17 | Ramdala                    | 281        |
| 18 | Kättilsmåla                | 238        |
| 19 | Sjuhalla                   | 235        |
| 20 | Nävragöl                   | 218        |

## Styre och politik

### Styre
Mandatperioden 2010–2014 styrdes kommunen av en minoritetskoalition bestående av Alliansen och Miljöpartiet. Koalitionen samlade 36 av 75 i kommunfullmäktige. 
Koalitionen ersattes efter valet 2014 av en blocköverskridande koalition bestående av Socialdemokraterna, Centerpartiet och Liberalerna. Partierna samlade 38 av kommunfullmäktiges 75 platser. Samma koalition fortsatte styra i minoritet, med 35 av 75 mandat, efter valet 2018. Det innebar bland annat att Liberalerna fick ge upp sin fråga om valfriheten inom hemtjänsten.
Valet 2022 ledde till maktskifte och Karlskrona-alliansen, bestående av Sverigedemokraterna, Moderaterna, Kristdemokraterna och Liberalerna tog över styret. Kommunfullmäktige

#### Presidium
| Presidium 2022–2026    | Presidium 2022–2026 | Presidium 2022–2026 |
| ---------------------- | ------------------- | ------------------- |
| Ordförande             | M                   | Peter Glimwall      |
| Förste vice ordförande | SD                  | Lotta Antman        |
| Andre vice ordförande  | S                   | Roland Andreasson   |

#### Mandatfördelning 1970–2022
|  | 26 | 6 | 13 | 4 |

| 45 |

|  | 37 | 17 | 11 | 9 |

| 65 |

| 38 | 15 | 11 | 11 |

| 62 | 13 |

|  | 37 | 11 | 11 |  | 13 |

| 58 | 17 |

|  | 39 | 12 | 6 |  | 15 |

| 57 | 18 |

| 4 | 36 | 9 | 10 |  | 15 |

| 54 | 21 |

| 4 | 36 | 4 | 9 | 9 |  | 12 |

| 49 | 26 |

|  | 32 |  | 9 | 8 | 5 | 16 |

| 46 | 29 |

| 4 | 38 |  | 7 | 4 |  | 17 |

| 42 | 33 |

| 7 | 31 |  | 6 | 5 | 7 | 17 |

| 47 | 28 |

| 4 | 35 |  |  | 5 | 10 | 5 | 11 |

| 43 | 32 |

|  | 30 |  | 8 | 6 | 7 |  | 16 |

| 45 | 30 |

|  | 28 | 4 | 8 | 5 | 6 |  | 18 |

| 42 | 33 |

| 4 | 29 | 4 | 11 | 5 | 4 |  | 15 |

| 38 | 37 |

| 4 | 25 |  | 14 | 6 | 4 | 4 | 16 |

| 37 | 38 |

| 4 | 25 | 16 | 5 |  | 6 | 16 |

| 42 | 33 |

### Nämnder

#### Kommunstyrelse
| Presidium 2022–2026    | Presidium 2022–2026 | Presidium 2022–2026 |
| ---------------------- | ------------------- | ------------------- |
| Ordförande             | M                   | Emma Swahn Nilsson  |
| Förste vice ordförande | SD                  | Christopher Larsson |
| Andre vice ordförande  | S                   | Sandra Bizzozero    |

#### Lista över kommunstyrelsens ordförande
| Namn | Namn                | Från | Till | Politisk tillhörighet |
| ---- | ------------------- | ---- | ---- | --------------------- |
|      | Björn Fries         | 1994 | 2002 | Socialdemokraterna    |
|      | Mats Johansson      | 2002 | 2006 | Socialdemokraterna    |
|      | Karl-Gösta Svensson | 2006 | 2010 | Moderaterna           |
|      | Camilla Brunsberg   | 2010 | 2014 | Moderaterna           |
|      | Patrik Hansson      | 2014 | 2018 | Socialdemokraterna    |
|      | Sandra Bizzozero    | 2018 | 2022 | Socialdemokraterna    |
|      | Emma Swahn Nilsson  | 2022 |      | Moderaterna           |

#### Övriga nämnder
Avser mandatperioden 2022–2026:
| Nämnd                              | Ordförande | Ordförande          | Förste vice ordförande | Förste vice ordförande | Andre vice ordförande | Andre vice ordförande |
| ---------------------------------- | ---------- | ------------------- | ---------------------- | ---------------------- | --------------------- | --------------------- |
| Arbetsmarknadsnämnden              | L          | Filip Issal         | SD                     | Göran Eklund           | S                     | Elina Gustafsson      |
| Drift- och servicenämnden          | M          | Morgan Kullberg     | KD                     | Thomas Jemjeby         | S                     | Eva Strömqvist        |
| Funktionsstödsnämnden              | KD         | Bengt Jönsson       | SD                     | Christer Leksell       | S                     | Marcus Degerskär      |
| Kultur- och fritidsnämnden         | M          | Sophia Ahlin        | KD                     | Malgorzata Andersson   | S                     | Selma Mathiasdottir   |
| Kunskapsnämnden                    | M          | Hanna Ekblad        | L                      | Lisa Borgström Åkesson | S                     | Håkan Eriksson        |
| Miljö- och samhällsbyggnadsnämnden | M          | Carl-Göran Svensson | SD                     | Ronnie Nilsson         | C                     | Magnus Larsson        |
| Socialnämnden                      | M          | Anders Jonasson     | KD                     | Suzanna Garsten Schön  | S                     | Helene Gustafsson     |
| Valnämnden                         | L          | Rolf Svensson       | S                      | Magnus Manhammar       |                       |                       |
| Äldrenämnden                       | SD         | Åsa Larsson         | KD                     | Carina Olsson          | S                     | Eva Lotta Altvall     |
| Överförmyndarnämnden               | KD         | Petra Åkesson       | S                      | Cecilia Neuendorf      |                       |                       |

Källa:

### Valresultat 2022
| Parti                            | Valdistrikt | Valdistrikt | Kommun  |
| Parti                            | Starkaste   | Andel       | Andel   |
| -------------------------------- | ----------- | ----------- | ------- |
| S                                | Kungsmarken | 58,53 %     | 32,62 % |
| SD                               | Strömsberg  | 38,18 %     | 21,26 % |
| M                                | Verkö m.fl. | 35,69 %     | 20,50 % |
| KD                               | Lyckeby Ö   | 10,81 %     | 7,34 %  |
| C                                | Kättilsmåla | 11,61 %     | 5,84 %  |
| V                                | Kungsmarken | 19,97 %     | 5,67 %  |
| L                                | Hästö       | 7,24 %      | 3,68 %  |
| MP                               | Aspö        | 5,97 %      | 2,78 %  |
| PNy                              | Kungsmarken | 1,01 %      | 0,06 %  |
| Data hämtat från Valmyndigheten. |             |             |         |

Exklusive uppsamlingsdistrikt. Partier som fått mer än en procent av rösterna i minst ett valdistrikt redovisas.

### Vänorter
År 2025 hade Karlskrona kommun nio vänorter. Dessa var:
- Lovisa, Finland
- Ólafsfjörður, Island
- Klaipeda, Litauen (sedan 1989)
- Gdynia, Polen (sedan 1990)
- Rostock, Tyskland (sedan 2000)
- Tjortkiv, Ukraina (sedan 2023)
- Dienvidkurzeme, Lettland (sedan 2024)

Dessutom fanns sedan 2005 ett vänortsavtal med Liepāja distrikt i Lettland. Distriktet uppgick 2009 i Aizpute och 2024 i Dienvidkurzeme. Vänortssamarbetet har dock kvarstått. Efter Rysslands invasion av Ukraina 2022 sades vänortsavtalet upp med den ryska vänorten Baltijsk. År 2023 tecknades ett nytt vänortsavtal med Tjortkiv, Ukraina. År 2024 upphörde vänortsavtalen med Horten i Norge och Hillerød i Danmark.

## Ekonomi och infrastruktur

### Näringsliv
I början av 2020-talet stod tjänste- och servicenäringar för en stor del av sysselsättningen i kommunen. Bland arbetsgivare inom denna sektor märktes kommunen, regionen och Boverket men också Ericsson AB (informationsteknologi och telekommunikation) och Bergkvarabuss AB (bussbolag). Kabeltillverkaren NKT HV Cables AB, Karlskronavarvet genom SAAB Kockums AB och tillverkaren av jord- och asfaltpackningsmaskiner, Dynapac AB, dominerade verkstadsindustrin. Centralorten växte under 2000-talet och har blivit en  betydande handelsstad. Även turismen var en ny och växande näring i början av 2020-talet.

### Infrastruktur

#### Transporter
Från sydväst till nordöst genomkorsas kommunen av E22. I Karlskrona ansluter riksväg 28 norrut och länsväg 122 åt nordväst. Karlskrona är ändstation för Blekinge kustbana från väster och Kust till kust-banan från norr. Båda banorna har även stopp vid Bergåsa. Kust-till-kustbanan mot Emmaboda har även stopp i Holmsjö och trafikeras av Krösatågen. Blekinge kustbana trafikeras av Öresundståg mot Kristianstad C och Hässleholm C  och vidare mot Malmö och Köpenhamn samt Helsingborg. Från Karlskrona finns färjeförbindelsen Karlskrona–Gdynia till Gdynia i Polen som trafikeras av Stena Line.

## Befolkning

### Demografi

#### Befolkningsutveckling
Kommunen har 66 206 invånare (31 mars 2025), vilket placerar den på 37:e plats avseende folkmängd bland Sveriges kommuner.
| Befolkningsutvecklingen i Karlskrona kommun 1970–2020 | Befolkningsutvecklingen i Karlskrona kommun 1970–2020 | Befolkningsutvecklingen i Karlskrona kommun 1970–2020 | Befolkningsutvecklingen i Karlskrona kommun 1970–2020 | Befolkningsutvecklingen i Karlskrona kommun 1970–2020 |
| ----------------------------------------------------- | ----------------------------------------------------- | ----------------------------------------------------- | ----------------------------------------------------- | ----------------------------------------------------- |
|                                                       |                                                       |                                                       |                                                       |                                                       |
| År                                                    |                                                       |                                                       | Folkmängd                                             |                                                       |
| 1970                                                  | 1970                                                  |                                                       | 59 209                                                |                                                       |
| 1975                                                  | 1975                                                  |                                                       | 60 013                                                |                                                       |
| 1980                                                  | 1980                                                  |                                                       | 60 141                                                |                                                       |
| 1985                                                  | 1985                                                  |                                                       | 59 393                                                |                                                       |
| 1990                                                  | 1990                                                  |                                                       | 59 054                                                |                                                       |
| 1995                                                  | 1995                                                  |                                                       | 60 592                                                |                                                       |
| 2000                                                  | 2000                                                  |                                                       | 60 564                                                |                                                       |
| 2005                                                  | 2005                                                  |                                                       | 61 383                                                |                                                       |
| 2010                                                  | 2010                                                  |                                                       | 64 032                                                |                                                       |
| 2015                                                  | 2015                                                  |                                                       | 65 380                                                |                                                       |
| 2020                                                  | 2020                                                  |                                                       | 66 515                                                |                                                       |

#### Utländsk bakgrund
Den 31 december 2014 utgjorde antalet invånare med utländsk bakgrund (utrikes födda personer samt inrikes födda med två utrikes födda föräldrar) 8 582, eller 13,34 % av befolkningen (hela befolkningen: 64 348 den 31 december 2014). Den 31 december 2002 utgjorde antalet invånare med utländsk bakgrund enligt samma definition 4 321, eller 7,12 % av befolkningen (hela befolkningen: 60 676 den 31 december 2002).

#### Invånare efter de vanligaste födelseländerna
Den 31 december 2014 utgjorde folkmängden i Karlskrona kommun 64 348 personer. Av dessa var 7 061 personer (11,0 %) födda i ett annat land än Sverige. I denna tabell har de nordiska länderna samt de 12 länder med flest antal utrikes födda (i hela riket) tagits med. Personer som inte kommer från något av de här 17 länderna har istället av Statistiska centralbyrån förts till den världsdel som deras födelseland tillhör.
| Födelseland | Födelseland                       | Födelseland |
| ----------- | --------------------------------- | ----------- |
| 1           | Sverige                           | 57 287      |
| 2           | Asien: Övriga länder              | 1 085       |
| 3           | Europeiska unionen: Övriga länder | 653         |
| 4           | Irak                              | 629         |
| 5           | Polen                             | 457         |
| 6           | Bosnien och Hercegovina           | 452         |
| 7           | / SFR Jugoslavien/FR Jugoslavien  | 426         |
| 8           | Europa utom EU: Övriga länder     | 412         |
| 9           | Syrien                            | 380         |
| 10          | Afrika: Övriga länder             | 302         |
| 11          | Tyskland                          | 275         |
| 12          | Iran                              | 245         |
| 13          | Kina                              | 242         |
| 14          | Finland                           | 217         |
| 15          | Afghanistan                       | 212         |
| 16          | Sydamerika                        | 206         |
| 17          | Danmark                           | 177         |
| 18          | Nordamerika                       | 176         |
| 19          | Somalia                           | 159         |
| 20          | Thailand                          | 131         |
| 21          | Norge                             | 99          |
| 22          | Turkiet                           | 54          |
| 23          | Island                            | 32          |
| 24          | Oceanien                          | 25          |
| 25          | Sovjetunionen                     | 11          |
| 26          | Okänt födelseland                 | 4           |

## Kultur

### Kulturarv
I kommunen finns världsarvet örlogsstaden Karlskrona. Området består av befästningar, örlogsvarv, örlogshamn, den militära och civila staden samt "anläggningar i omgivningen som har haft betydelse för örlogsbasens försörjning". Unesco motiverade utnämningen:
| ”                     | Karlskrona är ett utomordentligt väl bevarat exempel på en planerad europeisk örlogsstad, som influerats av äldre anläggningar i andra länder. Karlskrona har i sin tur tjänat som förebild för efterföljande städer med liknande uppgifter. Örlogsbaser spelade en viktig roll under de århundraden när storleken på ett lands flottstyrka var en avgörande faktor i europeisk realpolitik, och Karlskrona är den bäst bevarade och mest kompletta av dem som finns kvar. | „ |
| – Världsarvskommittén | |   |

Bland byggnadsminnen i Karlskrona kommun hittas exempelvis Godnatt, Varmbadhuset och Kvarteret af Trolle 4 och 5.

### Kommunvapen
Blasonering: I blått fält ett med kunglig krona krönt ankare, överlagt med konung Karl XI:s spegelmonogram, allt av guld.
Staden hade både namn och vapenbild efter sin grundare. Det var ursprungligen ett sigill, men användes som vapen. Efter den långdragna kommunbildningen, som slutfördes 1974 registrerades vapnet samma år i PRV för Karlskrona kommun. Av de i kommunen ingående tidigare enheterna hade Fridlevstad, Jämjö, Lyckeby och Nättraby fört vapen, vilkas giltighet upphörde.

Fridlevstads landskommun (1954–70) Fridlevstads kommun (1971–73)
Jämjö landskommun (1964–70) Jämjö kommun (1971–73)
Karlskrona (1943–70) Karlskrona kommun (1971–)
Nättraby landskommun (1957–70) Nättraby kommun (1971–73)
Lyckeby landskommun (1958–66)